# Heinrich Hahn (Mediziner)

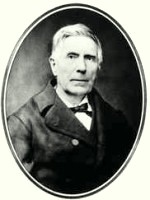
Heinrich Hahn

Heinrich Joseph Hubert Hahn (* 29. August 1800 in Aachen; † 11. März 1882 ebenda) war Abgeordneter des preußischen Landtags und Gründer des deutschen Franziskus-Xaverius-Vereins.

## Leben
Heinrich Hahn erhielt eine humanistische Schulbildung ab 1807 an der Primärschule und ab 1810 der Sekundärschule in Aachen sowie ab 1812 am bonapartistisch-kaiserlichen Lyzeum von Bonn und am Königlichen Athenäum in Brüssel. Er studierte anschließend von 1818 bis 1822 Medizin in Gent (Promotion 1822). Nach einer Zeit als 1823 freiwillig gemeldeter Regimentschirurg in Berlin machte er das Preußische Staatsexamen und erhielt 1824 die Approbation. Als niedergelassener Arzt und Badearzt in Aachen, wo er ab 1833 als Arzt am Josephinischen Institut wirkte und auch literarisch tätig wurde, organisierte er ab dem Jahre 1832 die Ausbreitung des Xaveriusvereins in Deutschland. Gegründet worden war der Verein zur Unterstützung der katholischen Mission im Jahre 1822 in Frankreich (durch Pauline Marie Jaricot). 1837 erreichte Heinrich Hahn die kirchliche Genehmigung für eine Bruderschaft des Heiligen Franz Xaver. Am 7. Dezember 1841 erhielt der  Franziskus-Xaverius-Missionsverein die staatliche und am 14. Januar 1842 auch die kirchliche Anerkennung durch das erzbischöfliche Generalvikariat in Köln. Die Gründungsurkunde des Franziskus-Xaverius-Missionsvereins vom 7. Dezember 1841 und die Korrespondenz Heinrich Hahns aus den Jahren von 1834 bis 1877 befinden sich heute in der Missionsbibliothek und katholischen Dokumentationsstelle (Mikado) in Aachen.
Von Aachen aus fand die Organisation rasche Verbreitung in allen deutschen Bistümern. Aus ihr heraus entstand das Internationale Katholische Missionswerk missio, das päpstliche Missionswerk in Deutschland.

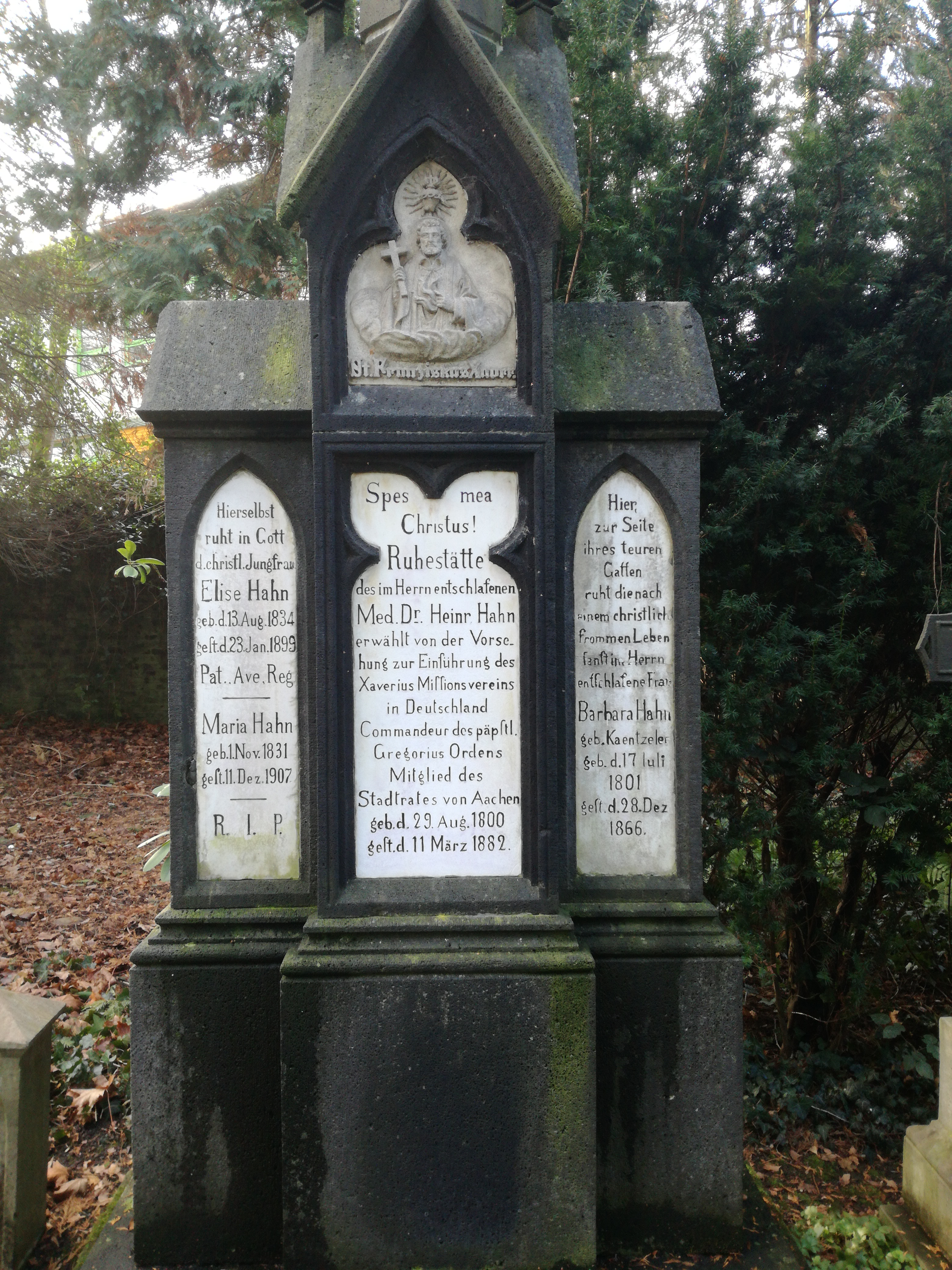
Grabstele auf dem Ostfriedhof

Neben seinem Beruf als Arzt war Heinrich Hahn von 1846 bis kurz vor seinem Tod Stadtrat in Aachen und von 1859 bis 1861 Mitglied des preußischen Landtags, wo er sich besonders in Fragen der Sozialpolitik engagierte. Heinrich Hahn fand seine letzte Ruhestätte auf dem Aachener Ostfriedhof.
Heinrich Hahn heiratete 1829 Barbara Maria Odilia Känzler (* 17. Juni 1801; † 28. Dezember 1866). Sie hatten zehn gemeinsame Kinder, von denen vier im Kindesalter starben. Ihre Tochter Helene war mit Peter Werhahn verheiratet.

## Seligsprechungsprozess
Schon zu Lebzeiten stand Heinrich Hahn im Rufe der Heiligkeit.  missio und das Bistum Aachen bemühen sich seit vielen Jahren um die Seligsprechung von Heinrich Hahn. Papst Franziskus bestätigte am 17. Dezember 2015 den heroischen Tugendgrad als Vorstufe.